# CD 엘덴세
CD 엘덴세(스페인어: Club Deportivo Eldense)는 스페인 발렌시아주 알리칸테도 엘다를 연고로 하는 축구단이다. 1921년 9월 17일에 창단되었으며, 프리메라 페데라시온에 참가하고 있다.

## 선수 명단

### 현역
참고: FIFA 자격 규정에 따라 소속된 국가대표팀 국기를 표시합니다. 선수는 복수의 FIFA 비회원국 국적을 가지고 있을 수 있습니다.
| 번호 | 포지션 | 국적                  | 이름                     |
| ---- | ------ | --------------------- | ------------------------ |
| 4    | DF     | 보스니아 헤르체고비나 | 다리오 더미치            |
| 7    | FW     | 모로코                | 모하메드 부자이디 디오리 |
| 12   | MF     | 기니                  | 아마두 디아와라          |
| 16   | FW     | 포르투갈              | 프란시스코 마스카레냐스  |

| 번호 | 포지션 | 국적       | 이름            |
| ---- | ------ | ---------- | --------------- |
| 22   | FW     | 세네갈     | 세쿠 가사마     |
| 26   | DF     | 크로아티아 | 마티아 바르지치 |

## 역대 감독
| 감독            | 임기        |
| --------------- | ----------- |
| 카예타노 레     | 1973 ~ 1974 |
| 카예타노 레     | 1975 ~ 1978 |
| 호세 보르달라스 | 1996 ~ 1997 |